# Daniel Bashiel Warner
Daniel Bashiel Warner (Condado de Baltimore, 19 de abril de 1815 —  1 de dezembro de 1900) serviu como o 3º Presidente da Libéria de 1864 a 1868. Antes disso, ele atuou como o 5º vice-presidente da Libéria de 1860 a 1864 sob o presidência de Stephen Allen Benson.

## Presidência
No seu governo, uma das suas principais preocupações era o relacionamento com os diferentes grupos étnicos do país, em especial no interior do país, muito pouco descoberto e desenvolvido. Warner organizou a primeira expedição rumo ao interior, liderada por Benjamin J. K. Anderson. Em 1868, Anderson viajou para o interior da Libéria para assinar um tratado com o rei do Reino de Koya, um reino criado na época pré-colonial.